# 木下美咲
木下 美咲（きのした みさき、1990年7月26日 - ）は、日本の女優。大分県日田市出身。所属芸能事務所はアミューズを経て現在はエヴァーグリーン・エンタテイメント。

## 人物
オーディション誌『De☆View』の読者限定企画「九州全県全員オーディション」から「第2回アミューズお姫様王子様オーディション」へ進出した1人。
2006年「第2回アミューズお姫様王子様オーディション」で、全国の応募者3507人からお姫様部門グランプリを受賞している。
2015年にアミューズを退社、エヴァーグリーン・エンタテイメントへ移籍。

## 出演

### 映画
- GANTZ（2011年1月29日、東宝）[4]
- 共喰い（2013年9月7日、ビターズ・エンド） - 会田千種 役[5]
- 過ぐる日のやまねこ（2014年、マジックアワー） - 枝波時子 役
- ドロメ 男子篇/女子篇（2016年3月26日、日本出版販売）
- 報復（2017年10月18日・19日、コンセプトフィルム・2編連日公開） - 亜希子 役[6]
  - 報復（2017年11月3日、ライツキューブ）-DVD化[7][8][9]
  - 報復2（2017年12月25日、ライツキューブ）-DVD化[10][11][12]

### テレビドラマ
- 私は1本の木に恋をした（2008年8月30日、福岡放送） - 石松小百合 役
- サムライ・ハイスクール（2009年10月17日 - 12月12日、日本テレビ） - 岩村みのり 役
- 駈込み訴え（2010年9月27日、NHK BS2）[13]
- キルトの家 後編（2012年2月4日、NHK） - 幼稚園の先生A 役[14]
- 私立バカレア高校（2012年4月14日 - 6月30日、日本テレビ）
- 勇者ヨシヒコと悪霊の鍵 第10話（2012年12月14日、テレビ東京） - ライム 役
- あぽやん〜走る国際空港 最終話（2013年3月21日、TBS） - 大野弘子 役
- 小暮写眞館 第1話（2013年3月31日、NHK BSプレミアム） - 川島美土里 役[15]
- おわらないものがたり（2014年8月2日 - 23日、フジテレビ） - 山浦真紀 役
- 素敵な選TAXI 第2話（2014年10月21日、関西テレビ） - 高橋加奈子（学生時代） 役
- きょうは会社休みます。 第6話（2014年11月19日、日本テレビ）
- 立花登青春手控え（2016年5月13日 - 、NHK BSプレミアム） - あき 役
- 遺産相続弁護士 柿崎真一 第7話（2016年8月25日、読売テレビ） - 島田百子 役
- きみはペット（2017年2月 - 、フジテレビ） - 山口有沙 役

### 舞台
- ドーナツ博士とGO!GO!ピクニック（2013年8月21日 - 9月15日、東京 / 地方） - 茜 役
- 見上げればあの日と同じ空（2014年5月21日 - 31日、東京 / 大阪） - 高部さゆり 役

### CM
- オリエンタルランド 東京ディズニーリゾート（2007年）[注 1]
- ブルボン プチチョコチップ（2008年）[注 2]
- 花王 ニベアサン プロテクトウォータージェル（2012年）

### 雑誌
- 週刊プレイボーイ 「未確認美少女同好会 vol.61」（2007年10月1日号、集英社）